# 2000 في جنوب إفريقيا
فيما يلي قوائم الأحداث التي وقعت خلال عام 2000 في جنوب أفريقيا.

## رياضة
- 1 يناير – جائزة جنوب أفريقيا الكبرى للدراجات النارية 2000

## برامج ومسلسلات وأنمي
- إيغولي: مكان الذهب

## مواليد

### يناير
- 1 يناير – جنيفر فيرغسون
- 1 يناير – ليندسي أرمسترونغ كاتبة أسترالية.

### سبتمبر
- 3 سبتمبر – لايلي فوستر لاعب كرة قدم جنوب أفريقي.

### نوفمبر
- 10 نوفمبر – فيليب هينينج

## وفيات

### مارس
- 9 مارس – بيتر هوزر (مواليد 1934)

### يونيو
- 20 يونيو – ماري بنسون (مواليد 1919) صحفية جنوب أفريقية.

### يوليو
- 20 يوليو – روبرت هارفي (مواليد 1911) لاعب كركيت جنوب أفريقي.

### أغسطس
- 19 أغسطس – هاري أوبنهايمر (مواليد 1908) رجل أعمال جنوب أفريقي.